# Jane Asher (natation)
Pour les articles homonymes, voir Asher (homonymie).
Ne doit pas être confondu avec Jane Asher.
Jane Asher, née en 1931 à Nkana alors en Rhodésie du Nord, est une nageuse britannique dans la catégorie Maître. Au cours de sa carrière, elle a battu 72 records du monde masters.

## Biographie
Élevée à Johannesbourg, elle part en 1953, âgée de 22 ans, pour l'Université de Manchester où elle intègre l'équipe de natation universitaire. Sélectionnée pour les Universiades, elle ne peut y concourir. Bien qu'elle ne concoure plus, elle devient entraîneuse pour enfants à Norwich.
Pendant une dizaine d'années, elle est entraîneuse Long Stratton School and Swimming Club avant d'ouvrir, dans les années 1980, son propre club, le Jane's Extra Training School (JETS). Voyant les parents être désœuvré lors des cours de leurs enfants, elle a l'idée de créer le premier club Master  de l'Amateur Swimming Association du Royaume-Uni.
Finalement, en 1986, elle se lance dans la compétition et a, depuis, battu 49 records du monde en nage libre, dos et papillon dans les catégories allant des 55-59 ans aux 70-74 ans. Certains de ces records datant des années 1970 n'ont toujours pas été battus. Elle est aussi 26 fois championne du monde master et 36 fois championne d'Europe master.
En 2001, elle subit une opération de remplacement de la hanche mais continue quand même la compétition.
En 2019, concourant dans la catégorie des 85-89 ans, elle est détentrice de 22 records du monde dont celui du 50 m nage libre en 38 s 75 et du 100 m nage libre en 1 min 28 s 60.

## Distinctions
- 2018 : Membre de l'Ordre de l'Empire britannique pour « services rendus à la natation »[4]
- 2017 : Top 12 World Masters Swimmers of the Years de Swimming World Magazine[5]
- 2011 : Top 12 World Masters Swimmers of the Years de Swimming World Magazine[5]
- 2006 : Top 12 World Masters Swimmers of the Years de Swimming World Magazine[5]
- 2004 : International Swimming Hall of Fame[1] et Top 12 World Masters Swimmers of the Years de Swimming World Magazine[5]

## Vie privée
Mère de quatre enfants, elle a onze petits-enfants.